# Амазилія-берил рудокрила
Амази́лія-берил рудокрила (Saucerottia beryllina) — вид серпокрильцеподібних птахів родини колібрієвих (Trochilidae). Мешкає в США, Мексиці і Центральній Америці.

## Опис

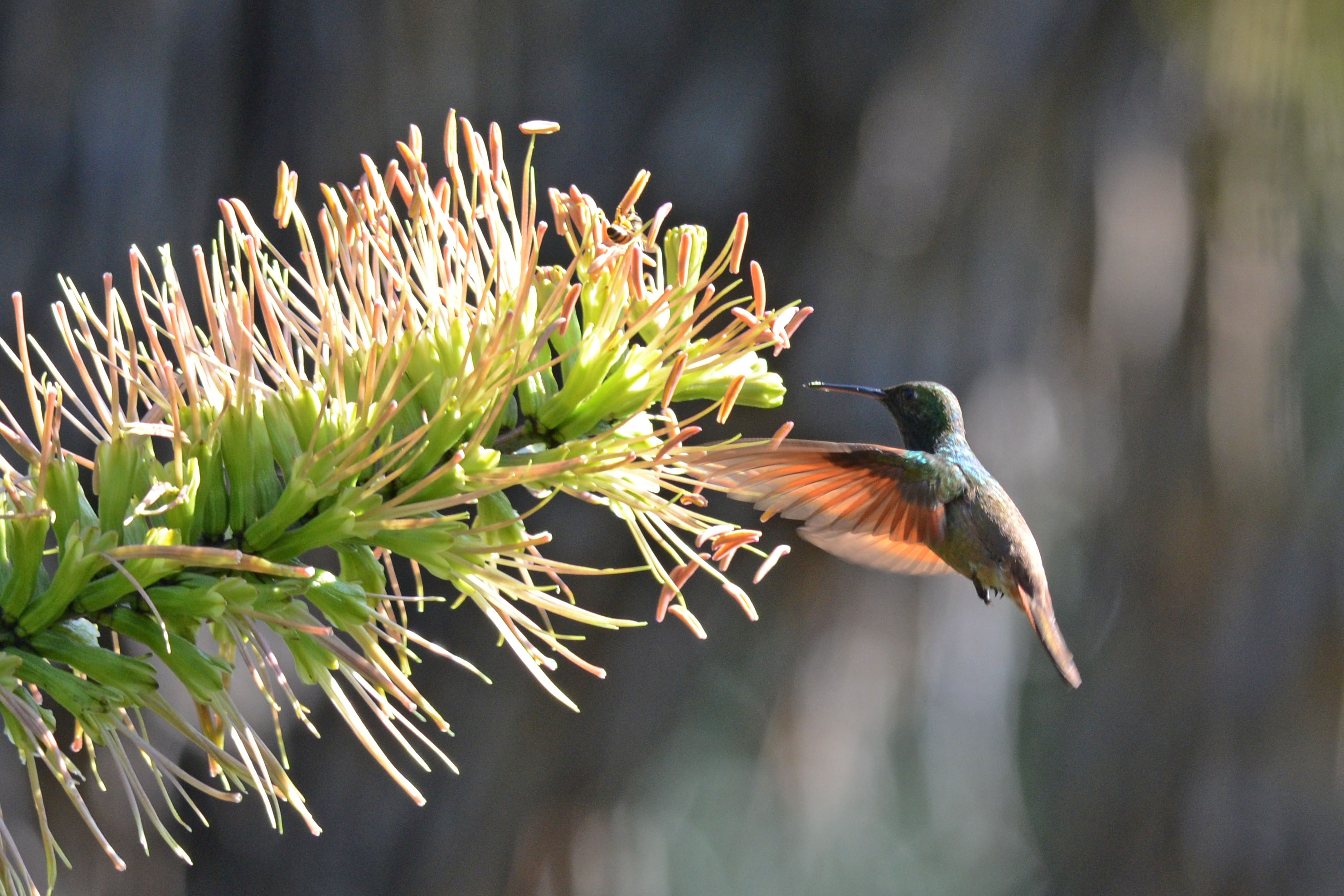
Рудокрила амазилія-берил

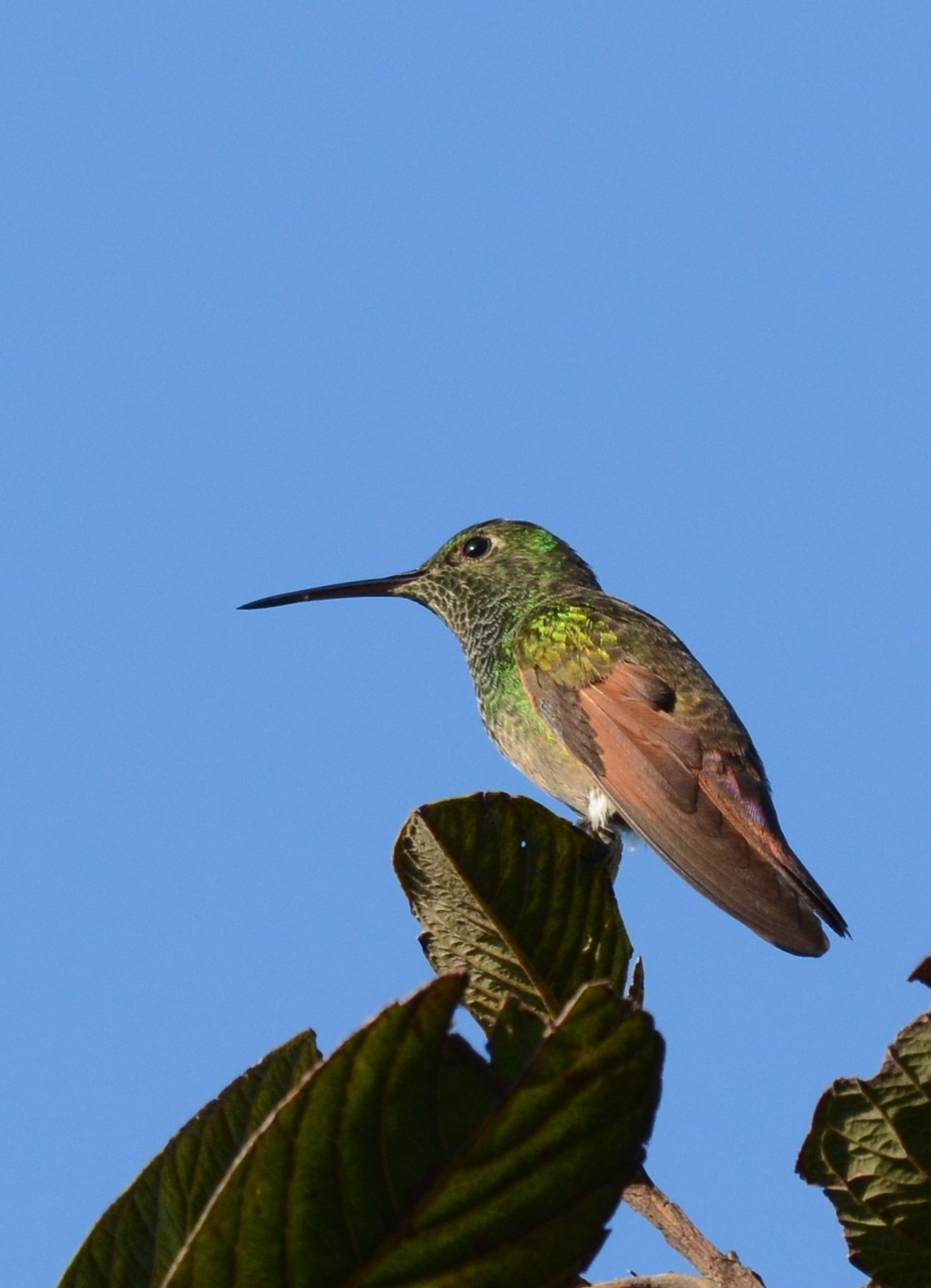
Рудокрила амазилія-берил

Довжина птаха становить 9,5-10 см, вага 4-4,4 г. У самців верхня частина голови і спина зелені, надхвістя коричнювате, верхін покривні пера хвоста пурпурові. Шия і груди зелені, блискучі, живіт сірувато-коричневий. Нижні покривні пера хвоста коричнюваті з білими краями. Крила яскраво-рудувато-коричневі. Хвіст темно-рудувато-коричневий, центральні стернові пера темно-фіолетові, майже чорні. Дзьоб прямий, чорний, знизу біля основи червонуватий, довжиною 18,5-21 мм. У самиць шия менш зелена, живіт блідо-сірувато-білий. У молодих самиць шия і груди охристі, боки поцятковані темними плямами, забарвлення молодих самців є подібним до забарвлення дорослих самців.

## Підвиди
Виділяють п'ять підвидів:
- S. b. viola (Miller, W, 1905) — південно-східна Аризона і північно-західна Мексика (від Сонори до Герреро);
- S. b. beryllina (Deppe, 1830) — від Веракруса до центральної Оахаки;
- S. b. lichtensteini (Moore, RT, 1950) — східна Оахака і західний Чіапас;
- S. b. sumichrasti (Salvin, 1891) — центральний і південний Чіапас;
- S. b. devillei (Bourcier & Mulsant, 1848) — Гватемала, Сальвадор, Гондурас.

## Поширення і екологія
Рудокрилі амазилії-берили мешкають в Мексиці, Гватемалі, Сальвадорі і Гондурасі, а також регулярно трапляються на південному заході США, де іноді гніздяться на небесних островах Мадре. Вони живуть в гірських дубових субтропічних лісах, на узліссях і галявинах, на плантаціях, в парках і садах, на висоті від 600 до 2200 м над рівнем моря. Живляться нектаром різноманітних квітів, а також комахами і павуками. Зазвичай рудокрилі амазилі-берили домінують над іншими видами в місцях збирання нектару. Сезон розмноження у них триває з червня по жовтень.

## Збереження
МСОП класифікує цей вид як такий, що не потребує особливих заходів зі збереження. За оцінками дослідників, популяція рудокрилих амазилій-берилів становить 2 мільйони дорослих птахів.